# Auguste Debesse
Pour les articles homonymes, voir Debesse.
Auguste Debesse, né à Orléans (France) le 25 février 1851 et décédé à Shanghai (Chine) le 2 mars 1928 est un prêtre jésuite français, missionnaire en Chine, sinologue et lexicographe. Il est bien connu dans le monde chinois comme auteur des premiers dictionnaires de poche français-chinois et chinois-français.

## Biographie

### En France et au Pays de Galles
Auguste Frédéric Debesse naît à Orléans le 25 février 1851, fils d'Auguste Frédéric Debesse, tonnelier, et de Marie Séraphie François, tous deux originaires d'Aschères dans le Loiret. Il fait ses études primaires et secondaires au petit séminaire de La Chapelle-Saint-Mesmin. Il entre ensuite au grand séminaire d'Orléans. Bien que la loi du 27 juillet 1872 ait institué le service militaire obligatoire Auguste en est dispensé (1er janvier 1873) au titre de l'article 20. Il est ordonné prêtre à Orléans le 31 mai 1874 par Mgr Célestin de la Hailandière, ancien évêque de Vincennes aux USA.
De 1874 à 1877, l'abbé Auguste Debesse est vicaire à Chevilly. De 1877 à 1880 il est simultanément économe et professeur des classes de 7e, puis 5e et 4e de l'école Notre-Dame de Bethléem à Ferrières-en-Gâtinais. 
C'est alors qu'il décide de rejoindre la Compagnie de Jésus. En septembre 1880 il est admis au noviciat des jésuites à Aberdovey, au Pays de Galles. Il y prononce ses premiers vœux le 8 septembre 1882. Peu après il embarque sur le paquebot des Messageries Maritimes, l'Iraouady, à destination de la Chine où il restera jusqu'à son décès en 1928 sans jamais revoir l'Europe. Pendant toute cette période il gardera cependant un contact rapproché avec sa famille par une correspondance régulière.

### Missionnaire en Chine

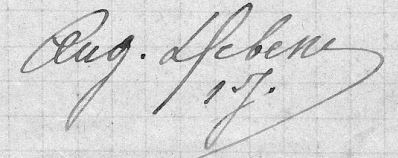

L'institution principale de la Compagnie de Jésus se trouve à Zi-ka-wei ou Xújiāhuì dans la banlieue de Shanghaï. Le père Debesse y arrive début 1883, année qu'il consacre notamment à l'apprentissage de la langue. Son premier poste est Hoai-ngan sur les rives du canal impérial (province de Kiang-nan). Il est affecté ensuite à Yang-tcheou-fou, Kao-yeou et revient à Shanghaï où il prononce ses derniers vœux le 15 août 1892, après 10 années au sein de la Compagnie. Il est ensuite en poste à Hing-hoa et Tong-tai et, de 1899 à 1918, dans le Ngan-Hoei, à Tche-tcheou et Hoei-tcheou. Il construit plusieurs églises, à Tsing-chan-kiao (1901-1904), Hoei-tcheou-fou (1909-1910), San-li-kai (1912) et à Tong-lieou (1914),.
De temps à autre il revient à Zi-ka-wei. En 1912 il publie avec le père Carré une biographie du père Mouton. En 1918, après plus de trente années d’apostolat, il revient à Zi-ka-wei et, jusqu'à son décès le 2 mars 1928, il est le "Père spirituel de la communauté et des séminaristes". Il est enterré à Zi-ka-wei. Les cimetières de Shanghaï et les tombes des missionnaires, dont celle du père Debesse, ont été détruites pendant la Révolution culturelle.

## Le Dictionnaire chinois-français

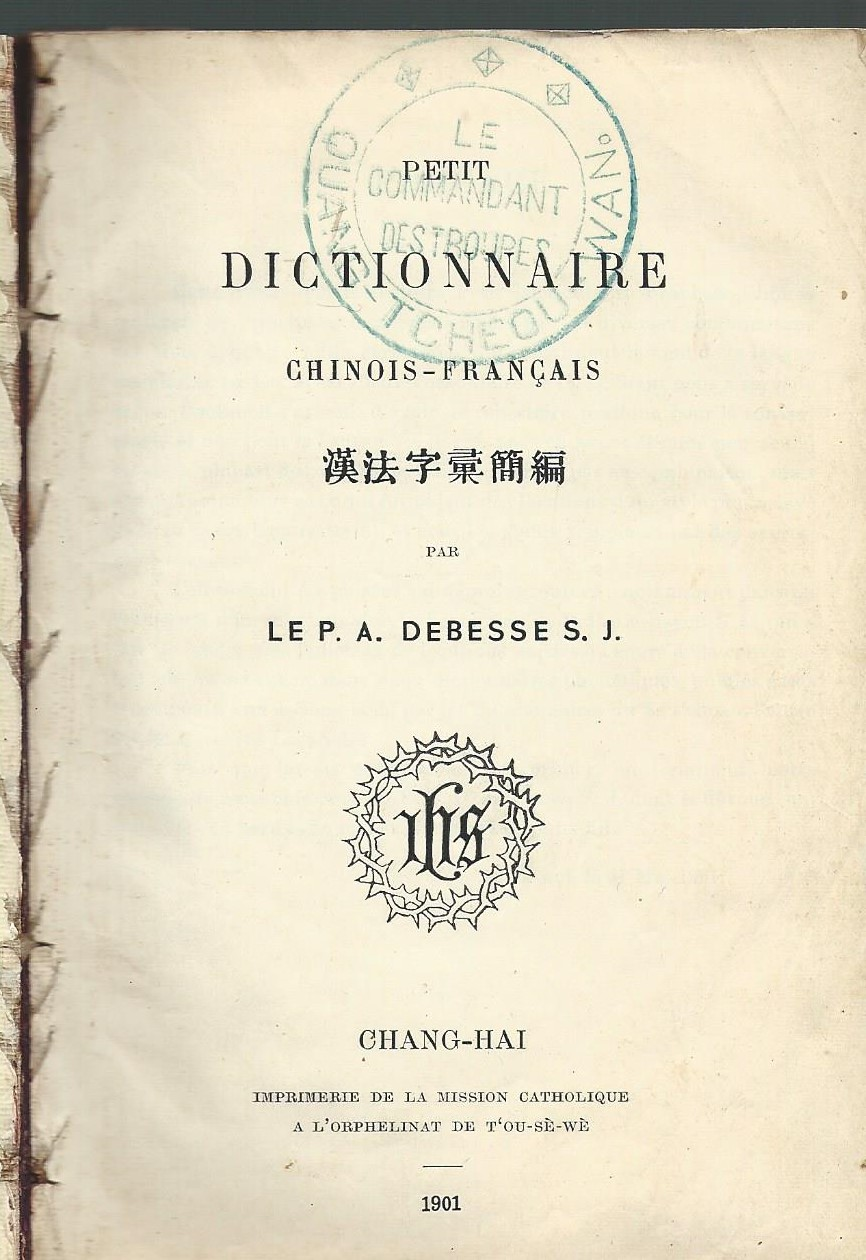
Page de titre du 'Dictionnaire chinois-français' de 1901

Dans son Introduction à la 1re édition du dictionnaire français-chinois le père Debesse écrit : « Lors des excursions (sic) fréquentes dans la vie de missionnaire, nous avons été frappé d'un inconvénient que présentent la plupart des dictionnaires : leurs dimensions, par trop volumineuses. ». À l'époque, en effet, on se déplaçait souvent mais difficilement. Les missionnaires dispersés dans l'arrière-pays utilisaient « l'âne, le cheval, la mule, la barque, le char à bœufs, la brouette, la chaise à porteur ». Il imagine alors de composer un "dictionnaire de poche", s'inspirant d'ouvrages antérieurs qu'il enrichit, notamment ceux des jésuites Séraphin Couvreur et Henri Boucher, de Paul Perny des Missions Étrangères, Lemaire et Giquel qu'il cite dans cette même introduction. Le Petit Dictionnaire français-chinois est publié en 1900 ; l'ouvrage de 531 pages, de format in-16 (15.5 cm x 11 cm), sur papier fin et sous une couverture de cuir souple, est réalisé par l'imprimerie jésuite de l'orphelinat de T'ou-sè-wè (aujourd'hui Tushanwan) à Zi-ka-wei.
Dès sa parution ce dictionnaire connait un grand succès. « Caractères, romanisation, accents de tonalité, rien n'y manquait ; et cependant, grâce au format et au papier choisis, le Dictionnaire restait ce que son auteur avait voulu qu'il fût, un livre de poche ». Il est suivi dès 1901 de sa contrepartie le Petit Dictionnaire chinois-français. Dans une lettre du 21 octobre 1900, le père Louis Froc, directeur de l'Observatoire de Zi-ka-wei, écrit : « Le Lieutenant-Colonel Franchet d’Espèrey était ce matin à la procure pour acheter un dictionnaire du P. Debesse, dont l’édition, si la vente va de ce train, sera bientôt épuisée. » Ces livres, effectivement épuisés lors de leur première édition, seront régulièrement réédités.
Durant la Première Guerre mondiale de nombreux ouvriers chinois travaillent dans les usines d'armement en France. Le Bulletin des Usines de Guerre publie le 2 septembre 1918 la circulaire 32 096 5/8 à propos de ces ouvriers chinois : « les nom et prénoms qu'il indiquera comme véritables seront inscrits en caractères chinois et, pour les ouvriers de langue mandarine, romanisés avec le système du dictionnaire Debesse dont un exemplaire au moins existe dans chaque groupement ». Au début des années 1950 l'éditeur parisien Adrien Maisonneuve publiait encore une nouvelle édition du dictionnaire.